# Joel (filme)
Joel (mesmo título no Brasil) é um filme de drama argentino de 2018 dirigido por Carlos Sorín e estrelado por Victoria Almeida, Diego Gentile, Ana Katz e o menino Joel Noguera.

## Sinopse
Cecilia e Diego, um casal na casa dos trinta anos, estabeleceram-se há alguns anos em Tolhuin, uma cidade sofrida na Terra do Fogo, como resultado de seu trabalho como Técnico Florestal. Diante da impossibilidade de conceber filhos, iniciaram o processo de adoção há muito tempo. A chegada repentina de Joel, de nove anos, que carrega o fardo de uma história de vida difícil, revoluciona suas vidas. As ilusões, um processo acelerado de aprendizado sobre a paternidade e o desafio de educá-lo e inseri-lo naquela pequena comunidade patagônica colocarão sob a lupa seus próprios esquemas de vida e um conflito que irrompe na única escola pública do local onde atende a criança vai desgastar o vínculo social e a relação do casal.

## Elenco
- Victoria Almeida como Cecilia, a mãe adotiva.
- Diego Gentile como Diego, o pai adotivo.
- Joel Noguera como Joel, o menino adotado.
- Ana Katz como Marta, a mãe de um aluno.
- Rodrigo Muñoz como Samuel.
- Claudia Pérez como Virginia.

## Recepção

### Resposta da crítica
O filme recebeu críticas positivas por parte da imprensa especializada. Segundo o website Todas Las Críticas, o filme tem 100% de resenhas positivas com uma média de 75/100 segundo 44 críticas.